# Барт, Каспар фон
Каспар фон Барт (нем. Kaspar von Barth; 21 июня 1587 года, Кюстрин (Küstrin) — 17 сентября 1658 года, Лейпциг) — немецкий филолог и писатель.
Издал с объяснениями почти всех греческих и римских писателей. Труды его изданы под заглавием «Adversaria» в 60 книгах (Франкфурт, 1624; 2 изд. 1648). После его смерти осталось 120 рукописных книг продолжения «Адверсарий».
Ученик Фридриха Таубмана.